# Аден (аеропорт)
Міжнародний аеропорт Аден (IATA: ADE, ICAO: OYAA) — міжнародний аеропорт в Адені (Ємен). Аеропорт Адена найстаріший аеропорт на Аравійському півострові. До використання в якості цивільного повітряного об'єкта аеродром був відомий як авіабаза Хормаксар, який був відкритий у 1917 році і закритий як станція RAF у 1967 році. У 1970-х і 1980-х роках це був як цивільний аеропорт, так і авіабаза радянських ВПС. Його продовжують використовувати у військових цілях ВПС Ємену.